# Anthony de Jasay

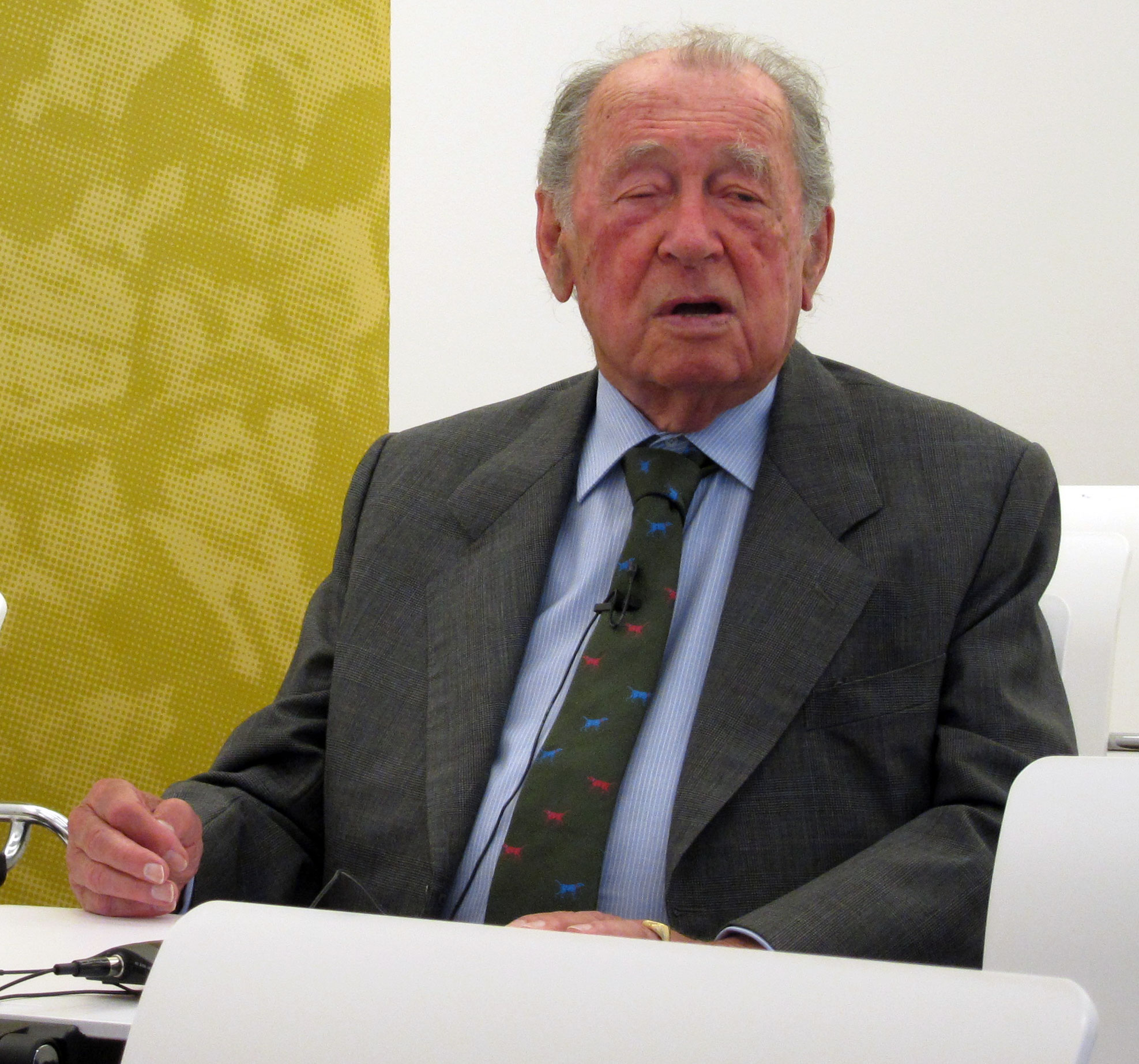
Anthony de Jasay (2013)

Anthony de Jasay, geboren als Jászay Antal (* 15. Oktober 1925 in Aba, Ungarn; † 23. Januar 2019 in Janville, Normandie, Frankreich), war ein liberaler Philosoph und Ökonom.
Ausgebildet wurde Jasay in Székesfehérvár und Budapest, wo er seinen Abschluss in Agrarwirtschaft machte. In den Jahren 1947–1948 war de Jasay als freier Journalist tätig und musste aufgrund dieser Beschäftigung 1948 aus Ungarn fliehen. Nach zwei Jahren in Österreich wanderte de Jasay 1950 nach Australien aus. An der Universität von West-Australien nahm er an einem Teilzeitkurs in Ökonomie teil. 1955 gewann de Jasay ein Stipendium und ging nach Oxford. Anschließend wurde er als Forschungsassistent an das Nuffield College berufen. Dort blieb er bis 1962 und veröffentlichte eine Reihe von Aufsätzen in Fachzeitschriften für Wirtschaftswissenschaften.
1962 zog de Jasay nach Paris und arbeitete als Bankangestellter. Nach kurzer Zeit machte er sich selbständig und war bis 1979 im Anlagegeschäft in mehreren europäischen Ländern und den USA tätig.
De Jasay zog sich im Ruhestand nach Janville in der Normandie zurück. Er war verheiratet und hatte drei Kinder.
Sein ursprüngliches Interesse galt wirtschaftlichen Fragen, doch später verschob sich sein Fokus in Richtung politische Philosophie. Seine Arbeiten stellen aber eine Schnittmenge aus beiden Fachgebieten dar. De Jasay veröffentlichte sechs Bücher, die auch in mehrere Sprachen übersetzt wurden.